# شاهدخت کارابو (فیلم)
شاهدخت کارابو (انگلیسی: Princess Caraboo) یک فیلم در ژانر کمدی رمانتیک و درام به کارگردانی مایکل آستین است که در سال ۱۹۹۴ منتشر شد.

## بازیگران
- فوبه کیتس
- جیم برودبنت
- وندی هیوز
- کوین کلاین
- جان لیسگو
- استیون ری
- راجر لوید-پک
- جان لینچ
- جان سشنز
- کیت اشفیلد
- آنا چنسلر
- استیون مکینتاش
- دوگری اسکات
- مورای ملوین
- کیمبرلی جی براون
- جری هال
- پیتر هاول